# Can Moixac
Can Moixac és una obra del municipi de Brunyola i Sant Martí Sapresa (Selva) inclosa en l'Inventari del Patrimoni Arquitectònic de Catalunya.

## Descripció
Can Moixac es tracta d'una masia d'estructura basilical que consta de planta baixa, pis superior i golfes i que està coberta amb una teulada a dues aigües de vessants a laterals.
La masia presenta una estructuració interna a base de tres crugies.
La planta baixa consta de tres obertures a destacar especialment el portal, d'accés, d'arc de mig punt equipat amb unes dovelles de mida mitjana, però, això sí, ben treballades i escairades. El portal està flanquejat per dues obertures rectangulars, una a cada costat respectivament, amb llinda monolítica, muntants de pedra i cobertes ambdós amb un enreixat de ferro forjat.
El primer pis o planta noble consta de tres obertures rectangulars projectades com a balconades i equipades amb les seves respectives penyes volades, d'aspecte lleuger, i amb les seves pertinents baranes de ferro forjat.
En el segon pis, el qual executaria les tasques de golfes, trobem una obertura rectangular projectada com a semi-balconada, ja que la barana de ferro forjat actua més com a ampit que no pas com a barana pròpiament, cosa que provoca que no sobresurti gens respecta el pla horitzontal de la façana.
Pel que fa al treball de la forja aplicat a les baranes, aquest és bastant interessant com així ho acrediten aquests cossos florals corbats i esvelts. Menció a part mereix l'ampit de l'obertura de les golfes, amb una forma molt divertida, ja que està bombada imitant l'efecte d'una panxa.
Pel que fa al tema dels materials la masia està completament arrebossada i pintada d'un taronja molt diluït. La pedra, en aquest cas és un material amb molt poc acta de presència fins al punt que el trobem present en elements aïllats i puntuals com ara les dovelles del portal d'arc de mig punt o les llindes monolítiques i els muntants laterals de les dues finestres.
L'estat de conservació de la masia és magnífic i tot apunta i fa pensar que aquesta ha estat objecte, recentment, d'unes obres d'acondicionament, manteniment i millora que s'han traduït a la pràctica en una nova capa de pintura.

## Història
L'any 1840 el vicari general concedeix llicència a Pere Muxach per construir una capella, dedicada a la verge del Carme, a la seva propietat. Durant la Guerra Civil es destruí el seu interior i després s'utilitzà com a pallissa fins que fou demolida.